# Vanilla decaryana
Vanilla decaryana H.Perrier, 1934 è una pianta della famiglia delle Orchidacee, endemica del Madagascar.